# Limnophila angularis
Limnophila angularis là một loài ruồi trong họ Limoniidae. Chúng phân bố ở miền Australasia.